# Saguinus niger
Saguinus niger là một loài động vật có vú trong họ Cebidae, bộ Linh trưởng. Loài này được É. Geoffroy mô tả năm 1803.
Đây là loài đặc hữu của Pará, Brazil, được giới hạn bởi Rio Amazonas (sông Amazon) ở phía Bắc, Rio Tocantins (sông Tocantins) ở phía Đông, Rio Xingu (sông Xingu) ở phía Tây, và cho đến gần đây, Rio Gradaus (sông Gradaus) ở phía Nam. Bằng chứng chụp ảnh về loài này ở Confresa, một thị trấn ở vùng đông bắc bang Mato Grosso, cho thấy sự gia tăng phạm vi địa lý của loài này về phía Nam.

## Hình ảnh

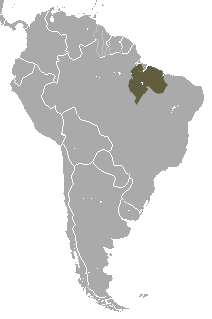